# 自画像 (ヴァン・ダイク、メトロポリタン美術館)
『自画像』（じがぞう, 蘭: Zelfportret, 英: Self-Portrait）は、バロック期のフランドル出身のイギリスの画家アンソニー・ヴァン・ダイクが1620年から1621年ごろに制作した自画像である。油彩。ヴァン・ダイクの最も初期の作品の1つで、自身を画家としてではなく、洗練された紳士として描いている。現在はニューヨークのメトロポリタン美術館に所蔵されている。また密接な関係にある自画像がサンクトペテルブルクのエルミタージュ美術館と、ミュンヘンのアルテ・ピナコテークに所蔵されている。

## 人物

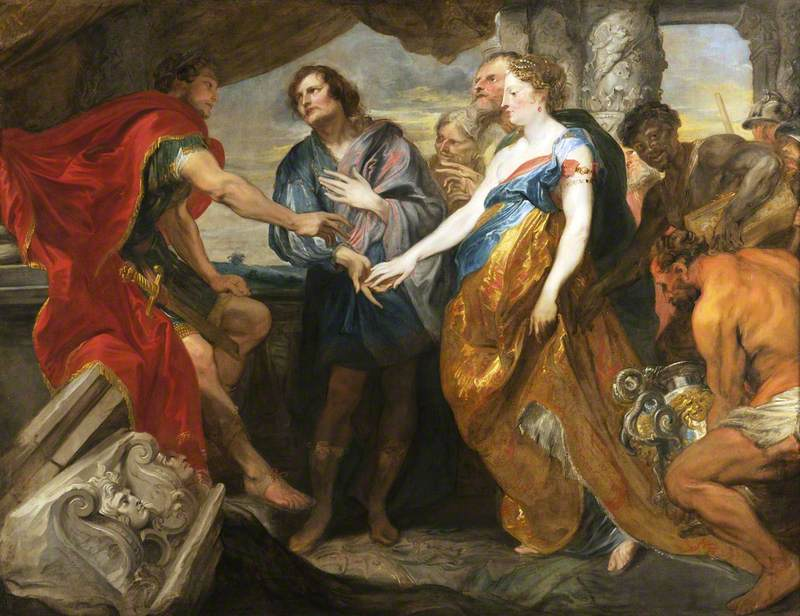
同時期に制作されたと考えられている『スキピオの自制』。 オックスフォード大学のクライスト・チャーチ所蔵。

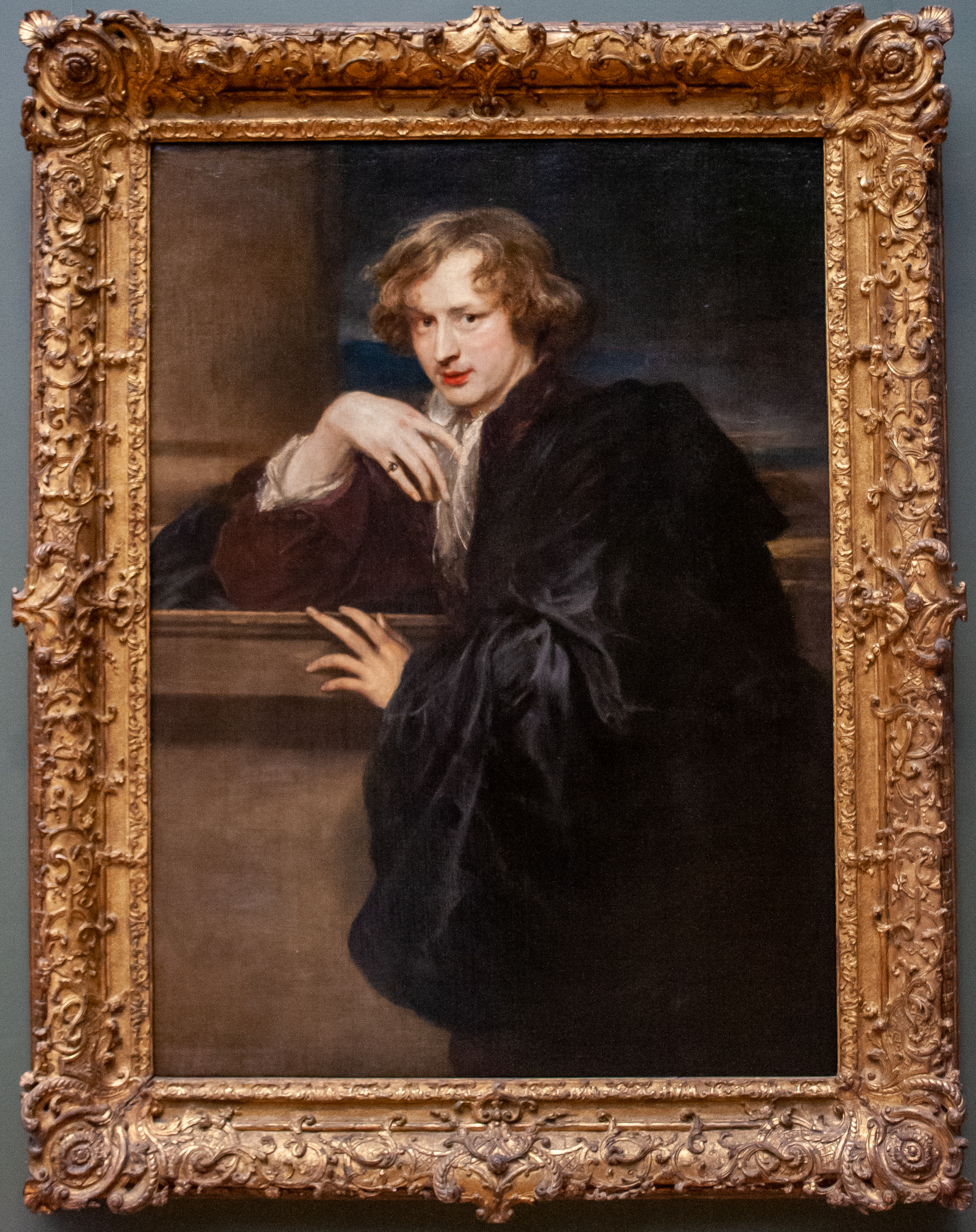
額縁。

アンソニー・ヴァン・ダイクはしばしば自画像を描いた画家であった。その数は同時代のオランダの巨匠レンブラント・ファン・レインより少ないものの、フランドルの巨匠ピーテル・パウル・ルーベンスやヤーコプ・ヨルダーンスよりも多い。本作品はおそらく画家が1620年から1621年の間、イングランドの宮廷に滞在していたころのものと考えられている。このイングランド滞在はヴァン・ダイクに多大な影響を与えた。ヴァン・ダイクはその後すぐにイタリアへと旅立ったが、17世紀イタリアの美術理論家ジョヴァンニ・ピエトロ・ベッローリは、ヴァン・ダイクの伝記の中で1622年にローマにいた若いヴァン・ダイクについて次のように述べている。

彼はまだ若かったので、ひげはかろうじて生えていたが、たとえ背が小さかったとしても、彼の若さには非常に謙虚な性格と振る舞いの高貴さが伴っていた。その礼儀作法は平民というよりも領主のものであり、スーツや宮廷衣装の豪華な装いで輝いて見えた。

## 作品
画面の中のヴァン・ダイクは、やや前かがみの姿勢で柱廊式玄関に右肘をつき、気だるげな仕草で右手を顎に当てながら、鑑賞者を見つめている。右手の小指には指輪がはめられている。当時21歳のヴァン・ダイクは自らが画家であることを示す要素を画面から一切排除しており、貴族として描いている。それはヴァン・ダイクが思い描いていた理想の紳士像の反映というべきものである。画面は薄暗く、画面左上に石柱が立っている。柱廊式玄関のシンプルな縦と横の線は画面右上に窓のような開口部を形成し、そこから遠方の暗い風景を見ることができる。
本作品はヴァン・ダイクが洗練された絵画技術と図像の創造において、イタリアを訪れる以前、すでにヴェネツィア派、特にティツィアーノ・ヴェチェッリオの肖像画の影響を受けていたことを示している。
本作品は、エルミタージュ美術館の『自画像』とアルテ・ピナコテークの『自画像』と密接に関連している。アルテ・ピナコテークの『自画像』は、X線撮影によってもともと手の姿勢が本作品と同じだったことが明らかにされており、本作品と近い構図であったことが分かっている。これら3点の肖像画の制作年代と、それぞれが制作された順番については多くの憶測がされている。美術史家ジョン・スミスは本作品の制作時期をジェノヴァ滞在時としているが（1831年）、早くも1900年にライオネル・カストは1621年以前に制作された可能性が高いことに気づいており、実際にその様式は初期のアントウェルペン時代に近い。一方、ウォルター・リートケはそれよりも後の、最初にイングランドに滞在した1620年から1621年ごろの作品であると指摘している（1984年）。ヴァン・ダイクの肌の色調と両手は1620年から1621年にかけて、おそらくバッキンガム公爵のためにロンドンで描かれた『スキピオの自制』（Grootmoedigheid van Scipio）と特に類似点が認められる。
X線撮影による科学調査によって、自画像の頭部の左側の絵画層の下に、口ひげを生やした男性の肖像画が存在していることが確認されており、すでに別の肖像画が描かれていたキャンバスを再利用して自画像を描いたことが分かっている。

## 来歴
自画像はイングランドの作家ジョン・イーヴリンによって、1670年代にアーリントン伯爵ヘンリー・ベネットが所有していたことが知られている。1677年11月16日、アーリントン伯爵の邸宅で催された晩餐会を訪れたイーヴリンは、そこでヴァン・ダイクの2点の絵画を見ており、そのうち1点はヴァン・ダイクが「若いころに描いた前かがみの姿勢の自画像」であった。その後、自画像は娘のイザベラ・ベネット（のちに第2代アーリントン女伯爵）が初代グラフトン公爵ヘンリー・フィッツロイと結婚したことで、グラフトン公爵家にもたらされた。当時、自画像が公爵家にあったことは、政治家であった第4代オーフォード伯爵ホレス・ウォルポールが記録している（1828年）。自画像は1世紀以上もの間グラフトン公爵家で相続されたのち、1923年7月13日に、第8代グラフトン公爵アルフレッド・ウィリアム・メイトランド・フィッツロイによってロンドンのクリスティーズで売却された。売却価格は5,985ポンドであった。さらに美術商デュビーン・ブラザーズ（Duveen Brothers, Inc.）の手に渡ると、翌1924年、アメリカ合衆国の銀行家・美術収集家のジューズ・ベイチュによって130,000ドルで購入された。そしてベイチュが死去した1944年、彼のコレクションとともにメトロポリタン美術館に寄贈された。

## ギャラリー
アンソニー・ヴァン・ダイクの初期の自画像

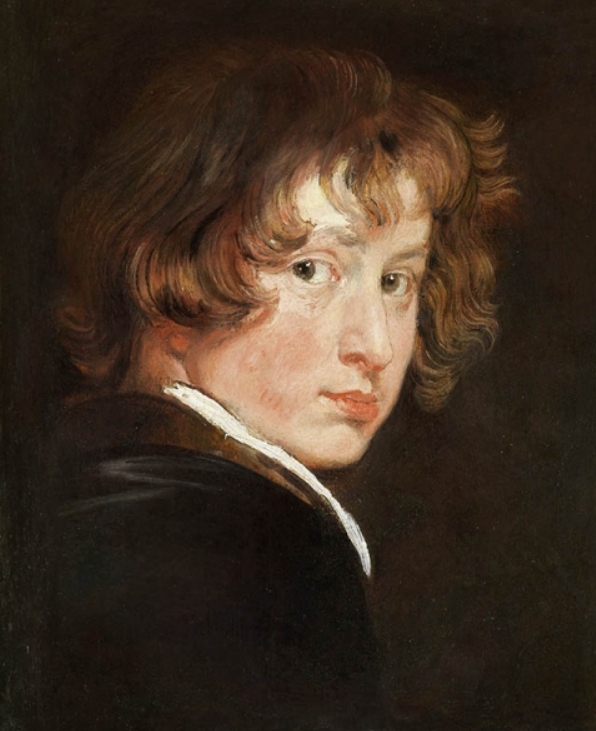
1613年-1614年ごろ ウィーン美術アカデミー絵画館（ドイツ語版）所蔵
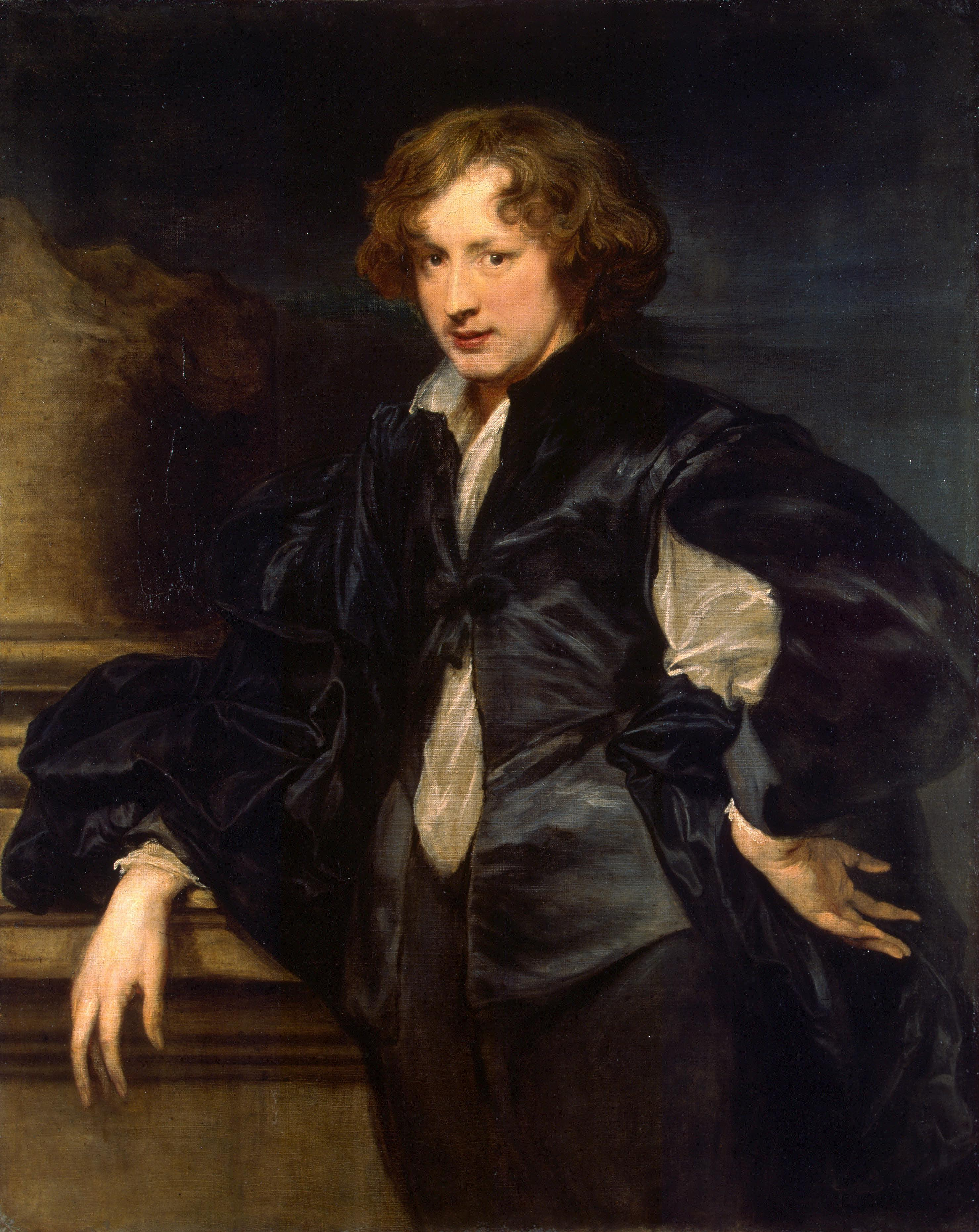
1622年-1623年ごろ エルミタージュ美術館所蔵
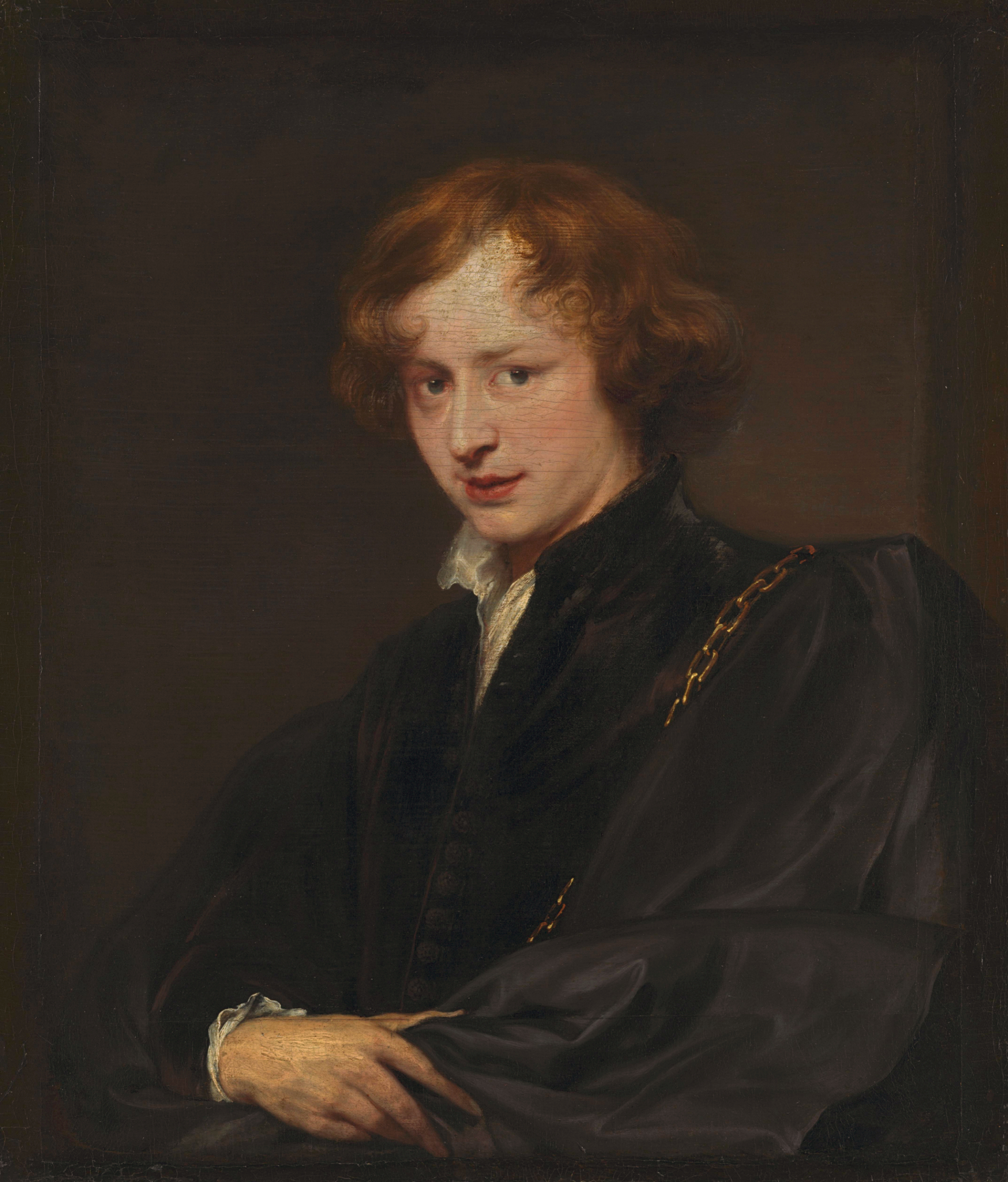
1620年-1627年の間 アルテ・ピナコテーク所蔵